# Sædingegård
Sædingegaard. "Sæthyng" er navnet på noget kongsgods, der nævnes i Kong Valdemars Jordebog, og dette er det første spor, vi træffer af Sædingegaard i de historiske kildemateriale. Jordebogen er fra 1230'erne. Gården ligger i Sædinge Sogn, Fuglse Herred, Lolland Kommune. Hovedbygningen er opført i 1881 ved H. C. Glahn
Sædingegaard Gods er på 927,6 hektar med Maglebjerggård.

## Ejere af Sædingegaard
- (1230-1360) Kronen
- (1360-1404) Benedikt Ahlefeldt
- (1404-1415) Kronen
- (1415-1416) Jens Svendsen Bryms
- (1416-1449) Bertold Jensen Bryms
- (1449-1479) Las Johansen
- (1479-1482) Las Johansens dødsbo
- (1482-1499) Mads Eriksen Gjøe
- (1499-1509) Erik Madsen Gjøe
- (1509) Else Eriksdatter Gjøe gift Mormand
- (1509-1545) Erik Mogensen Mormand
- (1545-1574) Mads Eriksen Mormand
- (1574-1591) Anne Jørgensdatter Abildgaard gift Mormand
- (1591-1621) Erik Christoffersen Mormand
- (1621-1622) Anne Christoffersdatter Lindenov gift Mormand
- (1622-1631) Herlof Eriksen Mormand
- (1631-1642) Palle Rosenkrantz
- (1642-1662) Birgitte Pallesdatter Rosenkrantz gift Skeel
- (1662-1688) Christen Jørgensen Skeel
- (1688-1695) Jørgen Christensen Skeel
- (1695-1698) Benedicte Margrethe Brockdorff gift Skeel
- (1698-1699) Hans Mikkelsen Vinding
- (1699-1722) Henning Ulrich von Lützow
- (1722-1759) Christian Frederik von Lützow
- (1759-1784) Godske Hans von Krogh
- (1784-1788) Godske Hans von Krogh
- (1788-1831) Christian Friderich Dall
- (1831-1859) Godske Hans Dall
- (1859-1871) Wilhelm Tesdorpf
- (1871-1889) Edward Tesdorpf
- (1889-1916) Oscar Brun
- (1916-1944) Jens Nymann
- (1944-1969) Sven Olaf Søren Nymann
- (1969-1984) Jens Nymann
- (1984-2012) Sven Nymann / Jens Nymann
- (2012-) Sven Nymann

### Andre
- J.P. Trap: Danmark 5.udgave, Kraks Landbrug